# Blue Music
Blue Music byl český jazzový soubor.
Soubor vedl Jiří Verberger spolu s Janem Rychlíkem. V souboru působil i Karel Vlach a Arnošt Kavka.
V roce 1937 došlo k jeho rozpadu a vznikly z něj dvě skupiny Blue Boys vedený Karlem Vlachem a Blue Music vedený Karlem Slavíkem. Se souborem krátce spolupracovala zpěvačka Inka Zemánková. V souboru účinkoval také Jiří Traxler.